# Квитки (Липецкая область)
Квитки — деревня в Измалковском районе Липецкой области. Входит в состав Лебяженского сельсовета.

## География
Деревня находится на левом берегу реки Семенек, на расстоянии 15 км к северу от села Измалково, административного центра района.

### Часовой пояс
Деревня Квитки, как и вся Липецкая область, находится в часовой зоне МСК (московское время). Смещение применяемого времени относительно UTC составляет +3:00.

## Население
| 2010 |
| ---- |
| 18   |